# Molgula scutata
Molgula scutata är en sjöpungsart som beskrevs av C.S. Millar 1955. Molgula scutata ingår i släktet Molgula och familjen kulsjöpungar. Inga underarter finns listade i Catalogue of Life.